# Labeaume
Labeaume [labom] ist eine französische Gemeinde mit 684 Einwohnern (Stand 1. Januar 2022) im Département Ardèche.
Die Einwohner nennen sich Labeaumois oder les Labeaumoises. Bis Anfang des zwanzigsten Jahrhunderts lebten diese hauptsächlich von der Wein-, Seiden- und Olivenproduktion. Heute ist der Tourismus die Haupteinnahmequelle.

## Bevölkerungsentwicklung
| Jahr                       | 1962 | 1968 | 1975 | 1982 | 1990 | 1999 | 2009 | 2016 |
| Einwohner                  | 341  | 346  | 357  | 405  | 455  | 493  | 607  | 680  |
| Quellen: Cassini und INSEE |      |      |      |      |      |      |      |      |

## Sehenswürdigkeiten

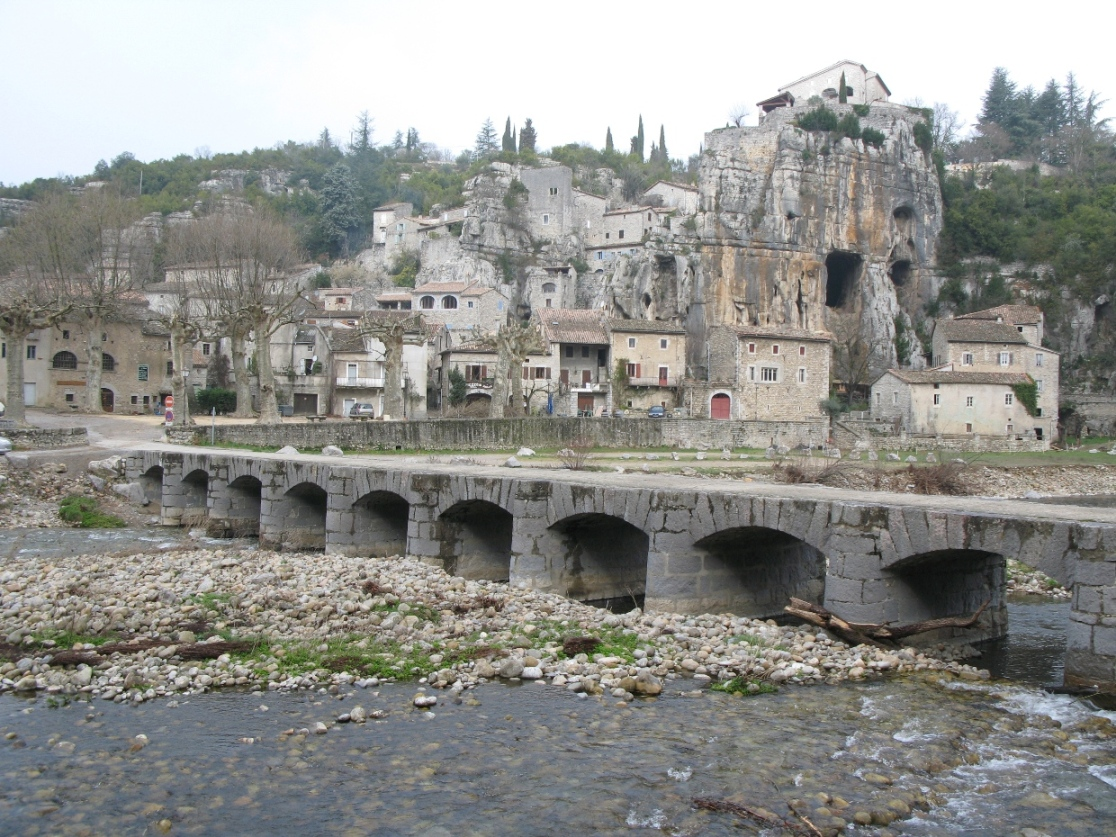
Steinbrücke über die Beaume

Labeaume gilt als eines der schönsten Dörfer Frankreichs und besteht seit dem 12. Jahrhundert. Das Dorf ist in den Hang der „Gorges de la Beaume“ gebaut, wobei der Dorfplatz direkt am linken Ufer des Flusses Beaume liegt. Seit 1998 führt es den Titel „Village de caractère“.
Sehenswert sind die vielzähligen schmalen und verwinkelten Gassen zwischen den Häusern des Ortes. Der historische Ortskern wird von der seit dem 14. Jahrhundert bestehenden katholischen Kirche „Saint Pierre“ geprägt, deren Kirchturm von zwei großen Säulen mitgetragen wird. Über die Beaume führt eine ca. 100 Jahre alte Steinbrücke, die zum Schutz gegen die Frühjahrs- und Herbsthochwasser aus den Cevennen geländerlos erbaut wurde. Dieser Bereich wird von Einheimischen und Touristen auch zum Baden genutzt.
Labeaume ist Spielort des jährlich im Sommer stattfindenden Musikfestivals „LabeauMe en Musiques“.